# WTA Challenger de Iași
O WTA Challenger de Iași – ou BCR Iași Open, na última edição – foi um torneio de tênis profissional feminino, de nível WTA 125.
Realizado em Iași, no nordeste da Romênia, estreou em 2022 e durou duas edições. Os jogos eram disputados em quadras de saibro durante o mês de julho. Em 2024, foi promovido ao circuito de elite.

## Finais

### Simples
| Ano  | Campeã     | Vice-campeã        | Resultado     |
| ---- | ---------- | ------------------ | ------------- |
| 2023 | Ana Bogdan | Irina-Camelia Begu | 6–2, 6–3      |
| 2022 | Ana Bogdan | Panna Udvardy      | 6–2, 3–6, 6–1 |

### Duplas
| Ano  | Campeãs                           | Vice-campeãs                 | Resultado        |
| ---- | --------------------------------- | ---------------------------- | ---------------- |
| 2023 | Veronika Erjavec Dalila Jakupović | Irina Bara Monica Niculescu  | 6–4, 6–4         |
| 2022 | Darya Astakhova Andreea Rosca     | Réka-Luca Jani Panna Udvardy | 7–5, 5–7, [10–7] |